# Korżowa (obwód tarnopolski)
Korżowa (ukr. Коржова) – wieś na Ukrainie w obwodzie tarnopolskim, w rejonie czortkowskim.
Przynależność administracyjna przed 1939 r.: gmina Zawałów, powiat podhajecki, województwo tarnopolskie. 22 grudnia 1944 r. nacjonaliści ukraińscy z OUN-UPA zamordowali tutaj 15 Polaków.
Do 2020 w rejonie monasterzyskim.